# Charlotte Corday
Marie Anne Charlotte de Corday d'Armont, conocida como Charlotte Corday y en textos en español de la época y posteriores como Carlota Corday (Saint-Saturnin-des-Ligneries, 27 de julio de 1768 - París, 17 de julio de 1793), fue un personaje de la Revolución francesa, seguidora del partido de los girondinos, famosa por haber asesinado a Jean-Paul Marat.

## Biografía

### Infancia y juventud

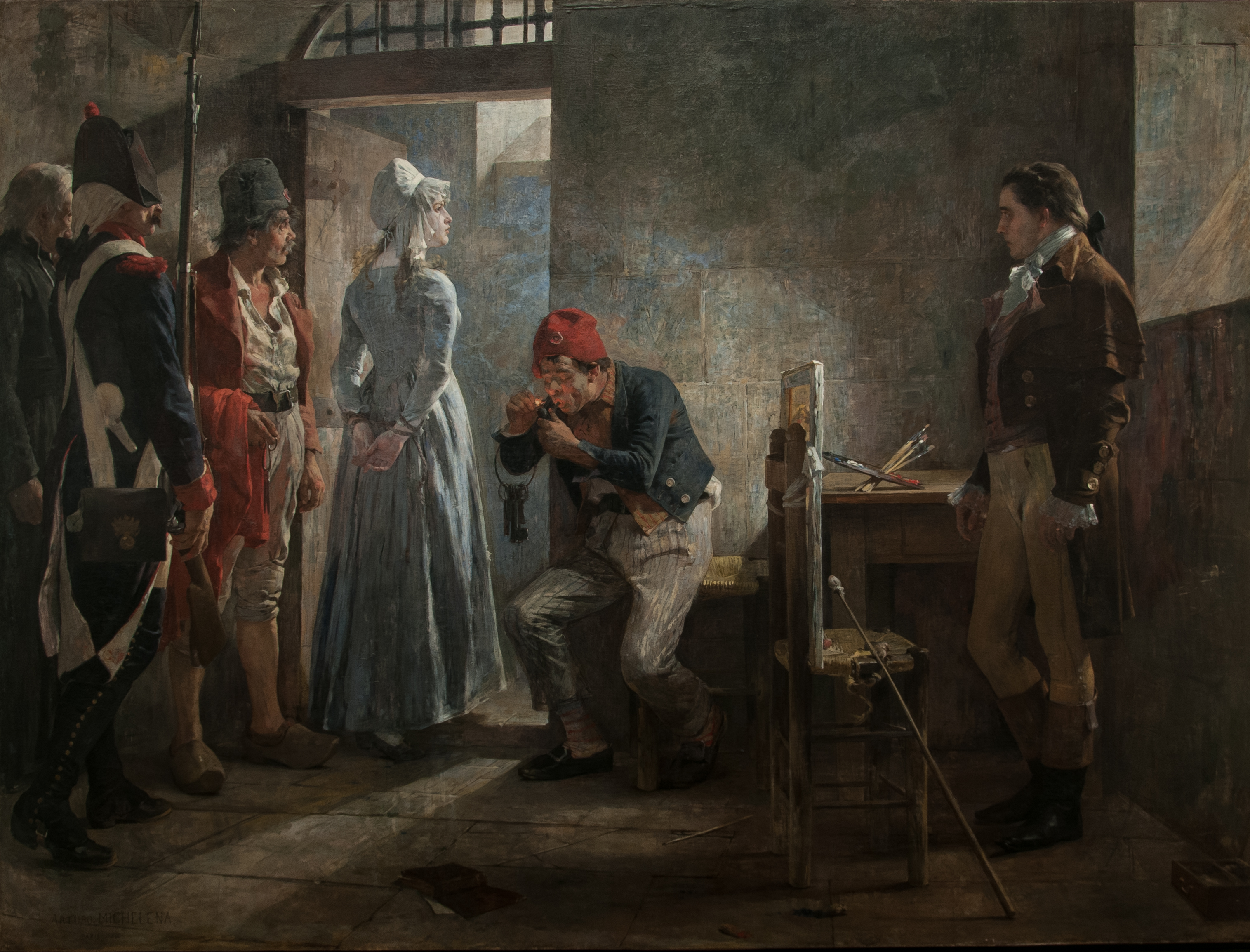
Charlotte Corday (1899), Óleo sobre lienzo de Arturo Michelena.

Hija de François de Corday d'Armont, gentilhombre de provincias de humilde fortuna, y de Jacqueline-Charlotte-Marie de Gontier de Autiers, era bisnieta del famoso autor Pierre Corneille. La muerte de su madre forzó al Sr. Corday a separarse de sus cinco hijos. Las tres hijas entraron en un monasterio de Caen. Entonces Charlotte tenía trece años, y veintidós en el momento de la supresión de los monasterios mediante el decreto del 13 de diciembre de 1790. Sus lecturas son los clásicos, reflejo de su curiosidad intelectual, y su padre le prestó algunos volúmenes de Montesquieu y Rousseau. Admira a los filósofos, se abre a las nuevas ideas pero conserva su fe religiosa, siendo solitaria y piadosa. Su vieja tía, Madame de Bretteville, la acogió en su casa de Caen al salir del convento. Charlotte ya se inclinaba entonces hacia las nuevas ideas. Era el tiempo en el que los girondinos luchaban contra sus enemigos en la Convención; era el tiempo en el que el jacobino Jean-Paul Marat, que pronto representará para ella la tiranía, triunfaba en París.[cita requerida]
Los girondinos proscritos y fugitivos se refugiaron en Calvados. Tenían asambleas a las que Charlotte Corday asistió en numerosas ocasiones. Fue así como se codeó con Buzot, Salles, Pétion, Valady, Kervélégan, Mollevault, Barbaroux, Louvet, Giroust, Bussy, Bergoing, Lesage, Du Chastel y Larivière. Escuchando sus explicaciones sobre los disturbios y arrestos, probablemente Marat se convirtió a ojos de Corday en símbolo de la injusticia y la mentira.
El 9 de julio de 1793, dejó Caen para dirigirse a París donde se hospedó en el Hôtel de la Providence, el 11 de julio al mediodía. Provista de una carta de presentación de Barbaroux, se presentó en casa del diputado Lauze de Perret, por quien se enteró de que Marat ya no aparecía por la Convención. Era necesario entonces encontrarlo en su propia casa. Ella le escribió lo siguiente:[cita requerida]

Vengo de Caen. Su amor por la patria me hace suponer que debe conocer bien los desafortunados acontecimientos de esta parte de la República. Me presentaré en su casa dentro de una hora. Tenga la bondad de recibirme y de concederme unos momentos para entrevistarnos. Les mostraré la posibilidad de prestar un gran servicio a Francia.

No habiendo podido presentarse ante Marat, le hizo llegar una segunda carta:[cita requerida]

Le he escrito esta mañana, Marat. ¿Ha recibido mi carta? No puedo creerlo, se me niega su puerta. Espero que mañana me conceda una entrevista. Se lo repito, vengo de Caen. Tengo que revelarle los secretos más importantes para el bienestar de la República. Además, se me persigue por causa de libertad. Soy desafortunada. Basta con lo que sea con tener el derecho a su patriotismo.

Sin esperar una respuesta, Charlotte Corday salió de su habitación a las siete de la tarde y se presentó en el número 18 de la rue des Cordeliers.[cita requerida]

### El asesinato de Marat

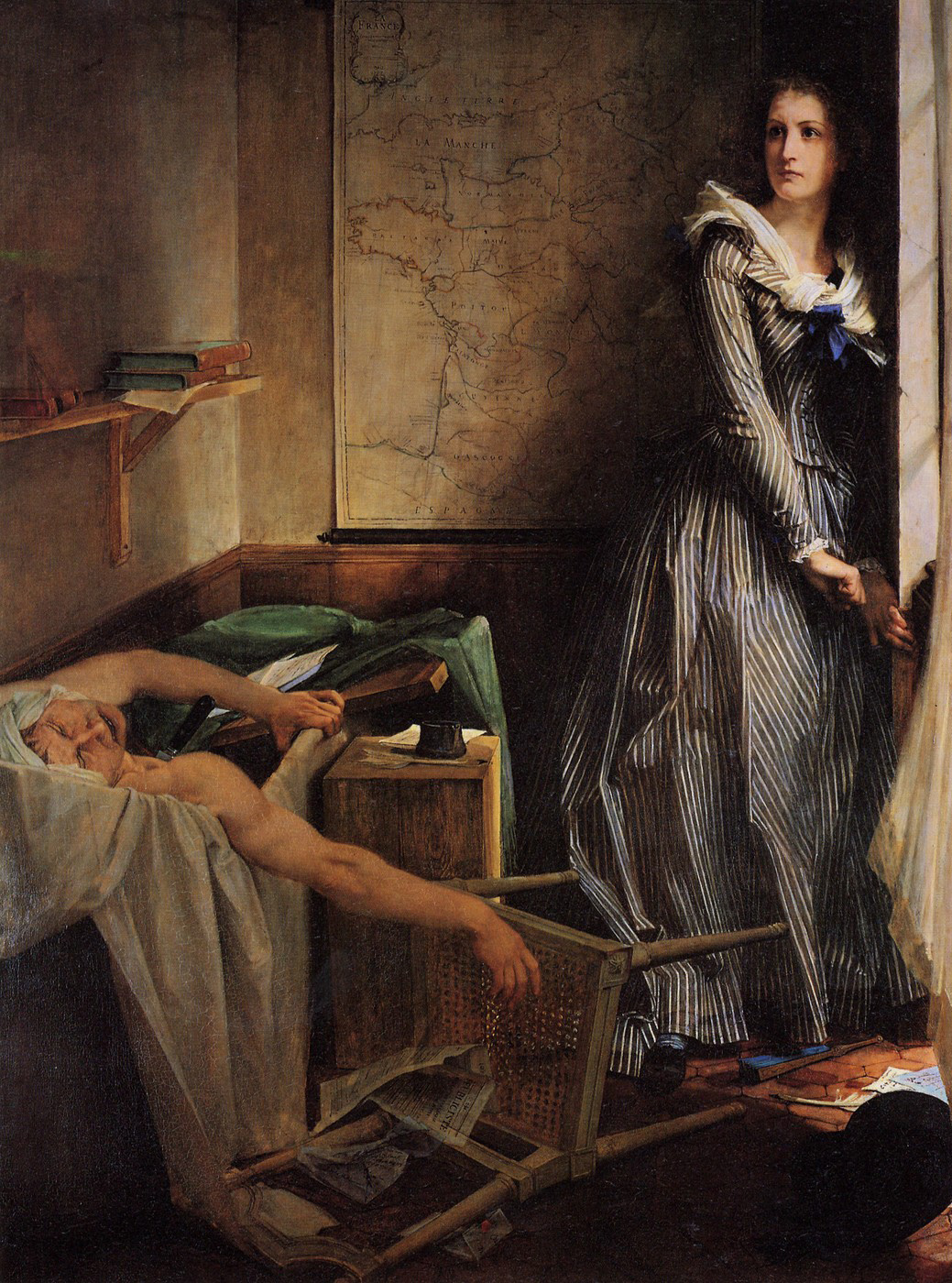
La muerte de Marat (1860),
Óleo de Paul-Jacques-Aimé Baudry
Musée des Beaux-Arts, Nantes.

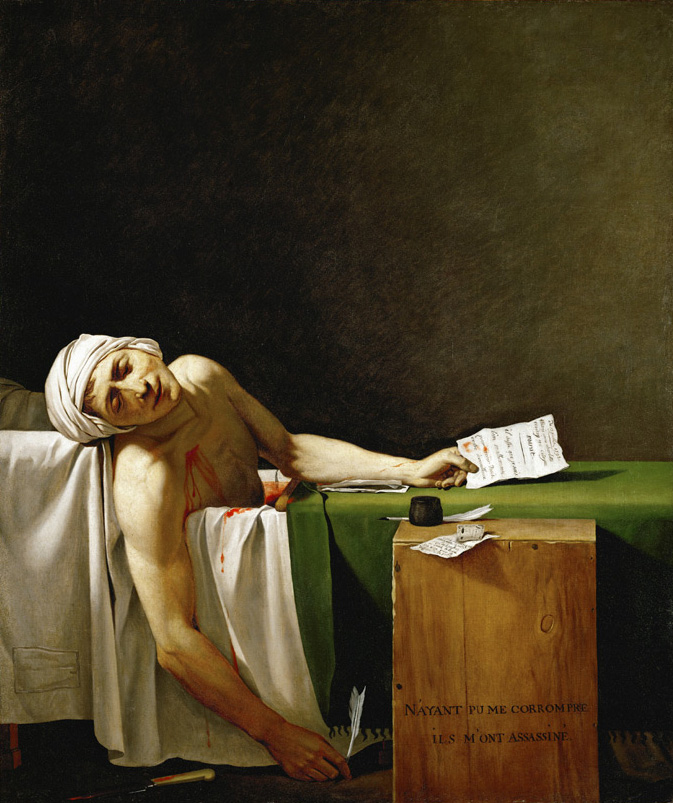
La muerte de Marat, por Jacques-Louis David (1793).

Alphonse de Lamartine, en su «Histoire des Girondins», libro 44, escribió:

Descendió del coche en el lado opuesto de la calle, frente a la residencia de Marat. La luz comenzaba a bajar, especialmente en ese barrio oscurecido por altas casas y por estrechas calles. La portera, al principio, se negó a dejar entrar a la joven desconocida en el tribunal. A pesar de ello, esta insistió y llegó a subir algunos peldaños de la escalera bajo los gritos en vano de la portera. Con este ruido, el ama de llaves de Marat entreabrió la puerta y negó la entrada en el apartamento a la extranjera. El sonoro altercado entre ambas mujeres, en el que una de ellas suplicaba que la dejaran hablar con el "Amigo del Pueblo" y la otra se obstinaba en cerrar la puerta, llegó a oídos de Marat. Este comprendió, por las entrecortadas explicaciones, que la visitante era la extranjera de quien había recibido dos cartas durante la jornada. Con un grito fuerte e imperativo, ordenó que la dejaran pasar.

Por celos o desconfianza, Albertine obedeció con repugnancia y entre gruñidos. Introdujo a la joven muchacha en la pequeña habitación donde se encontraba Marat y dejó, al retirarse, la puerta del pasillo entreabierta para oír la menor palabra o el menor movimiento del enfermo.

La habitación estaba escasamente iluminada. Marat estaba tomando un baño. En este descanso forzado por su cuerpo, no dejaba descansar su alma. Un tablero mal colocado, apoyado sobre la bañera, estaba cubierto con papeles, cartas abiertas y escritos comenzados. Sostenía en su mano derecha la pluma que la llegada de la extranjera había suspendido sobre la página. Esa hoja de papel era una carta a la Convención, para pedirle el juicio y la proscripción de los últimos Borbones tolerados en Francia. Junto a la bañera, un pesado tajo de roble, similar a un leño colocado de pie, tenía un tintero de plomo del más grueso trabajo; fuente impura de donde habían emanado desde hacía tres años tantos delirios, tantas denuncias, tanta sangre. Marat, cubierto en su bañera por un paño sucio y manchado de tinta, no tenía fuera del agua más que la cabeza, los hombros, la cumbre del busto y el brazo derecho. Nada en las características de este hombre iba a ablandar la mirada de una mujer y a hacer vacilar el golpe. El cabello graso, rodeado por un pañuelo sucio, la frente huidiza, los ojos descarados, la perilla destacada, la boca inmensa y burlona, el pecho piloso, los miembros picados por la viruela, la piel lívida: tal era Marat.

Charlotte evitó detener su mirada sobre él, por miedo a traicionar el horror que le provocaba a su alma este asunto. De pie, bajando los ojos, las manos pendientes ante la bañera, esperó a que Marat la interrogase sobre la situación en Normandía. Ella respondió brevemente, dando a sus respuestas el sentido y el color susceptibles de halagar las presuntas disposiciones del demagogo. Él le pidió a continuación los nombres de los diputados refugiados en Caen. Ella se los dictó. Él los escribió. Luego, cuando había terminado de escribir esos nombres: "¡Está bien!" dicho con el tono de un hombre seguro de su venganza, "¡en menos de ocho días irán todos a la guillotina!".

Con estas palabras, como si el alma de Charlotte hubiera estado esperando un último delito para convencerse de dar el golpe, tomó de su seno un cuchillo y lo hundió hasta el mango con fuerza sobrenatural en el corazón de Marat. Charlotte retiró con el mismo movimiento el cuchillo ensangrentado del cuerpo de la víctima, y dejó que cayera a sus pies— "¡A mí, mi querida amiga!"—, y expiró bajo el golpe.
Alphonse de Lamartine

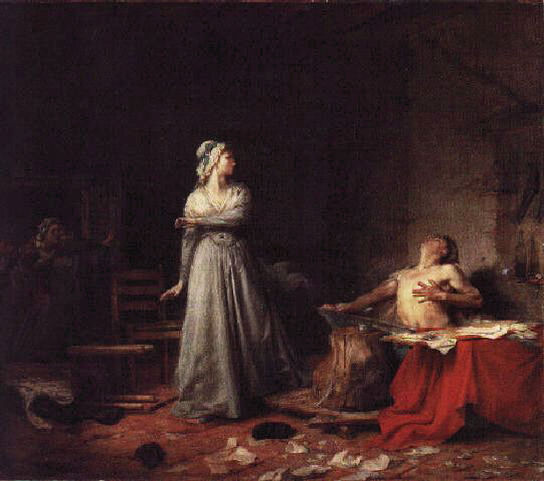
La muerte de Marat, de Santiago Rebull

Charlotte Corday fue detenida, protegida de la furia del pueblo, y transportada a la Abbaye, la prisión más cercana a la residencia de Marat, para indagación e interrogatorio. Se encontró, entre otras cosas, bajo sus prendas de vestir, una hoja de papel doblada en ocho partes en la que había sido escrito:[cita requerida]

Dirigido a los franceses amigos de las leyes y de la paz.

¿Hasta cuándo, oh malditos franceses, os deleitaréis en los problemas y las divisiones? Ya bastante y durante mucho tiempo los facciosos y bribones han puesto su propia ambición en el lugar del interés general; ¿por qué, víctimas de su furor, os habéis destruido a vosotros mismos, para establecer el deseo de su tiranía sobre las ruinas de Francia?

«Las facciones estallan por todas partes, la Montaña triunfa por el crimen y la opresión, algunos monstruos regados con nuestra sangre conducen estas detestables conspiraciones... ¡Trabajamos en nuestra propia perdición con más celo y energía que el que hemos empeñado jamás para conquistar la libertad! ¡Oh franceses, un poco más de tiempo, y no quedará de vosotros más que el recuerdo de vuestra existencia!»

Charlotte Corday murió guillotinada el 17 de julio de 1793. En el momento en que la cabeza cayó en el cesto, el ayudante del verdugo, un carpintero ferviente maratista, la agarró del cabello y la abofeteó. Fue encarcelado por la ofensa a la entereza que hasta ese momento había mostrado la condenada.
Los jacobinos la habían acusado de tener amantes y haber actuado por amor a un hombre, por lo que su cuerpo fue autopsiado en el hospital de la Charité, confirmando su virginidad, para su decepción. Fue enterrada en el cementerio de La Madeleine, cuyos huesos, incluyendo los de Corday, fueron trasladados en 1794 a las Catacumbas de París. El cráneo había sido guardado por Charles-Henri Sanson y entregado al secretario de Danton, luego adquirido por la familia Bonaparte y finalmente por los descendientes del conde Radziwill desde 1859.

## En el cine
| Año  | Película                   | Director                          | Actriz                    |
| ---- | -------------------------- | --------------------------------- | ------------------------- |
| 1989 | Historia de una revolución | Roberto Enrico Richard T. Heffron | Philippine Leroy-Beaulieu |